# Cantón de Larche
El cantón de Larche era una división administrativa francesa, que estaba situada en el departamento de Corrèze y la región de Limusín.

## Composición
El cantón estaba formado por ocho comunas:
- Chartrier-Ferrière
- Chasteaux
- Cublac
- Larche
- Lissac-sur-Couze
- Mansac
- Saint-Cernin-de-Larche
- Saint-Pantaléon-de-Larche

## Supresión del cantón de Larche
En aplicación del Decreto n.º 2014-228 de 24 de febrero de 2014, el cantón de Larche fue suprimido el 22 de marzo de 2015 y sus 8 comunas pasaron a formar parte del nuevo cantón de Saint-Pantaléon-de-Larche.